# وانگ هوی (جودوکار)
وانگ هوی (انگلیسی: Wang Hui؛ زادهٔ ۷ ژوئیهٔ ۱۹۸۴) جودوکار زن اهل چین بود. وی در بازی‌های المپیک تابستانی ۲۰۱۲ شرکت کرده‌است.